# Jan Odrowąż ze Sprowy (zm. 1450)
Jan Odrowąż ze Sprowy (ur. XV wiek, zm. wrzesień 1450 we Lwowie) – polski duchowny rzymskokatolicki, szlachcic, sekretarz królewski, arcybiskup metropolita lwowski w latach 1437–1450, notariusz króla Władysława II Jagiełły i Władysława III Warneńczyka na Węgrzech.

## Życiorys
Był synem Dobiesława ze Sprowy i Zagórza. Miał czterech braci: Piotra (zm. 1450) – starostę lwowskiego, samborskiego i halickiego, wojewodę ruskiego, wojewodę podolskiego, Mikołaja, Pawła – kasztelana lwowskiego i Dobiesława – kasztelana przemyskiego. Jego bratankiem był wojewoda ruski Jan (zm. 1485).
Był prepozytem lwowskim. Dzięki protekcji królowej Zofii Holszańskiej i hospodara mołdawskiego Eliasza po śmierci Jana Rzeszowskiego został arcybiskupem metropolitą lwowskim.
Był współfundatorem kościołów, m.in. św. Jakuba w Skierniewicach.